# Złotówka krakowska

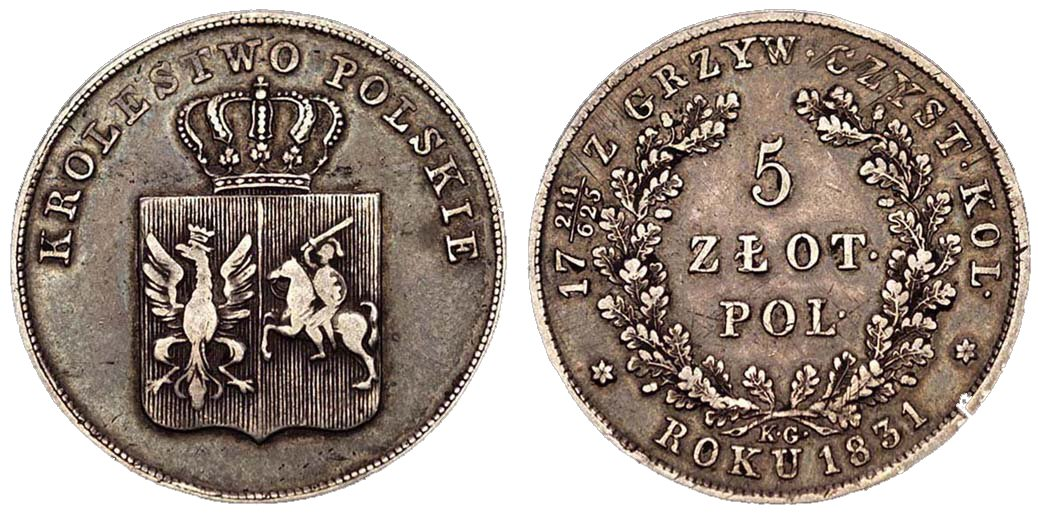
Projekt złotówki krakowskiej nosi wyraźne znamiona podobieństwa do wprowadzonych przez rząd powstańczy w 1831 r. Królestwie Polskim złotych polskich

Złotówka krakowska – waluta obiegowa Wolnego Miasta Krakowa od 1835 roku. Złoty krakowski dzielił się na 30 groszy.
Wolne Miasto Kraków, utworzone na mocy postanowień kongresu wiedeńskiego w 1815 roku, otrzymało prawo do bicia własnej monety. Do 1817 roku utrzymywało system pieniężny Księstwa Warszawskiego. Dnia 6 grudnia 1817 roku Senat Rządzący ogłosił nową taryfę, w której za walutę miasta przyjęto złoty polski, czyli monetę Królestwa Kongresowego, wraz z bilonem, zaś kurs kasowy otrzymał srebrny kurant rosyjski, staropolski od 1765 roku, pruski, saski, austriacki, francuski i włoski (napoleońskiego Królestwa Włoskiego). Przyjmowano też w kasach miejskich monety złote polskie, rosyjskie, holenderskie, austriackie. saskie, pruskie i francuskie. Taryfa kasowa preferowała monetę austriacką a dyskryminowała rosyjskie złoto. W okresie powstania listopadowego w Wolnym Mieście Krakowie używano również złotych polskich wprowadzonych do obiegu przez rząd powstańczy. Na monetach tych umieszczony był herb Królestwa Polskiego z Orłem i Pogonią, zastępujący obowiązujący do wybuchu powstania herb z rosyjskim orłem dwugłowym i tarczą z orłem polskim na jego piersi.

## Dzieje złotówki krakowskiej
Dopiero 18 września 1833 roku Zgromadzenie Reprezentantów (sejm) Wolnego Miasta uchwaliło wybicie własnych monet. Decyzję tę motywowano dość nieprzekonująco:

(...) że brak monety krajowej nie tylko pozbawia kraj korzyści, jakie by z bicia tejże mógł odnosić, ale nadto rodzi wątpliwość w wypłatach wypływających z umów szczególniej za granicą zawieranych, a tutaj wykonywanych, z powodu, że między monetami w kraju tutejszym cyrkulującymi znaczna co do kursu zachodzi różnica. (...)

W niektórych opracowaniach pojawiają się tezy, że prawdziwą przyczyną tej uchwały było wycofanie Orła polskiego z awersów monet Królestwa Kongresowego. Jednak złotówek z herbem Królestwa Kongresowego nie bito już od 1825 roku, zaś na miedziakach z Mennicy Warszawskiej pozostał on do roku 1835. Zapewne oprócz pragnienia wyeksponowania polskiego Orła w krakowskiej bramie i wyrażenia poprzez własną monetę obowiązującego standardu monetarnego, odegrały też rolę względy manifestacyjne ostatniego rządzonego przez Polaków skrawka byłej Rzeczypospolitej.
Za wzór metrologiczny przyjęto nową petersburską emisję dwunominałowych złotówek, a nie ówczesną emisję złotówek warszawskich. Monety Kongresówki posłużyły jako wzorzec dla bilonu. W każdym przypadku istniały jednak drobne odchylenia. Zaordynowana na stopę 86½ z grzywny czystej kolońskiej złotówka zawierać miała minimalnie więcej (2,7030 grama) czystego srebra, niż złotówka polsko-rosyjska (2,6994 g), co wynikło z zaokrąglenia stopy w odmiennym od rosyjskiego systemie metrologicznym. Złotówkę krakowską polecono wybijać w kruszcu czternastołutowym, innym niż stosowany w Kongresówce. W rzeczywistości mennica wybiła je jeszcze nieco inaczej, a mianowicie na stopę 75⅓ sztuki z grzywny próby 13 łutów 17,5 grenów, a więc nieco lepsze (2,7108 grama czystego srebra) niż zaordynowano. Mimo to w obiegu traktowano je al pari ze złotówkami Królestwa Kongresowego. Do bilonowych pięcio- i dziesięciogroszówek przyjęto za podstawę nie grzywnę kolońską, lecz wiedeńską (280,644 g). Z tej jednostki bito 168 złotych i 26 groszy w bilonie krakowskim, tzn. na dziesięciogroszówkę przypadało 0,554 g czystego srebra, gdy w Królestwie Kongresowym 0,565 grama.
Z umieszczoną datą 1835 do obiegu wprowadzono trzy monety:
- 5 groszy o masie 1,45 g (wybite w bilonie w nakładzie 180 000 szt.)
- 10 groszy o masie 2,90 g (wybite w bilonie w nakładzie 150 000 szt.)
- 1 złoty o masie 3,20 g (wybity srebrze w nakładzie 20 000 szt.)

Monety wybito w mennicy w Wiedniu. Ich produkcja została ukończona w pierwszym kwartale 1836 r. Łącznie wybito monet krakowskich na kwotę 100 000 złotych. Do tych trzech nominałów ograniczono się z powodu szczupłego funduszu – emisja dała stratę 222 złotych. Po wprowadzeniu monety krakowskie były w obiegu razem z monetami Królestwa Kongresowego.

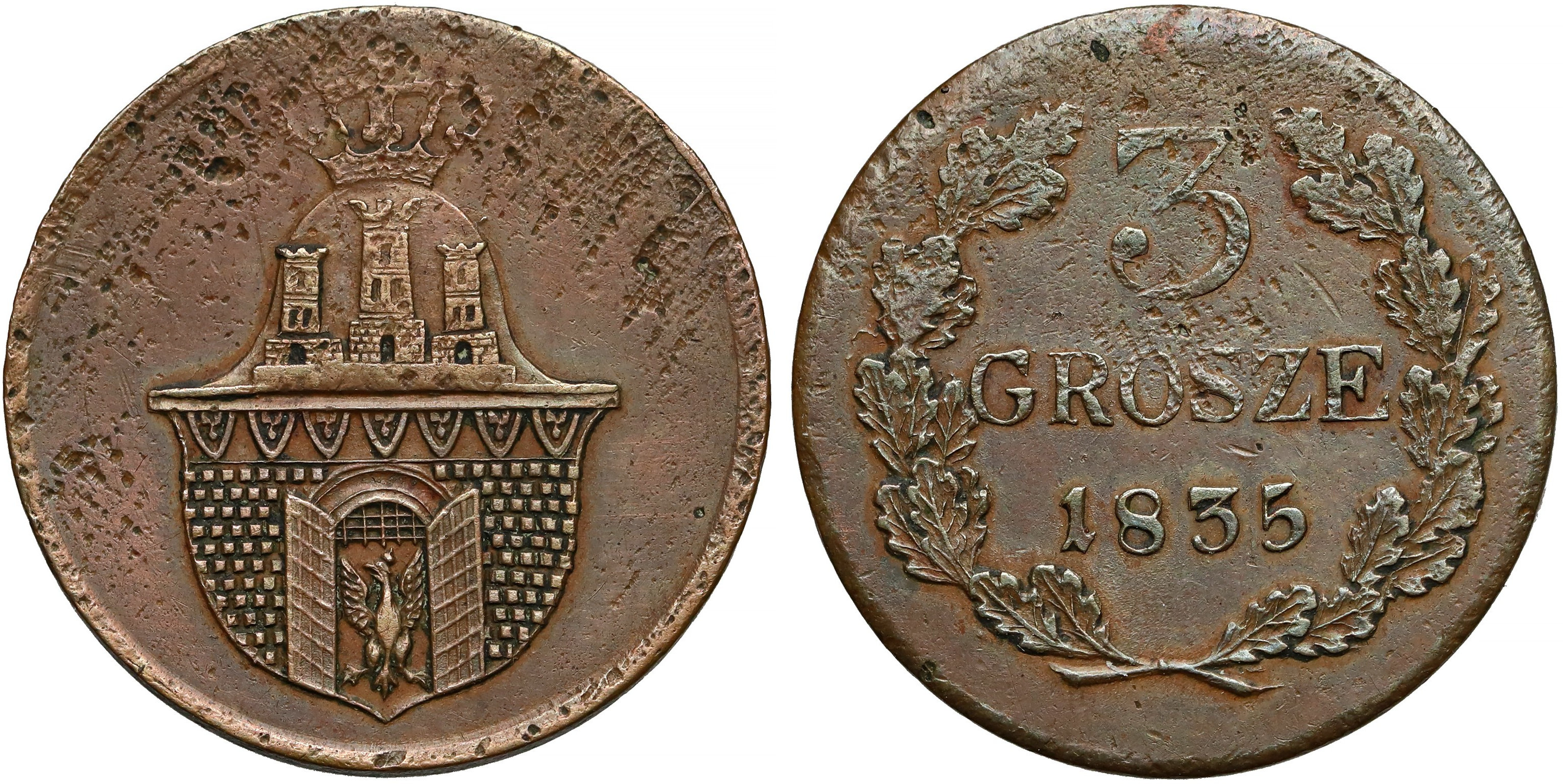
Fantazyjne 3 grosze 1835 WMK (bicie XIX-wieczne

Podawane w niektórych opracowaniach monety, rzekomo próbnego bicia:
- 3 grosze miedziane oraz
- 2 złote srebrne (z napisem: WOLNY KRAY KRAKOWA)[5]

w rzeczywistości zostały w latach osiemdziesiątych XX w. zidentyfikowane jako fantazyjne wyroby kolekcjonerskie z drugiej połowy XIX w.
Z pewnym opóźnieniem złotówka krakowska podzieliła los Wolnego Miasta. Po zajęciu Krakowa przez Austriaków w 1846 r. z dniem 1 stycznia 1848 r. z obiegu wycofano wszystkie monety Królestwa Kongresowego, pozostawiając jednak w obrocie monety krakowskie, ustalając kurs 4 złote i 6 groszy za jednego złotego reńskiego. Monety krakowskie były w obiegu do 1857 r., kiedy to w wyniku austriackiej reformy walutowej zostały unieważnione.
Siłę nabywczą krakowskiej złotówki można ocenić na podstawie zachowanego rachunku stolarza z 1845 roku, który tak wycenił swoje usługi:
- stół z szufladą – 18 zł.
- 12 krzeseł – 175 zł.
- biurko z dwoma szufladami – 48 zł

Na początku XXI w. złotówki krakowskie ze względu na niewielką liczbę wybitych egzemplarzy i relatywnie krótki czas pozostawania w obiegu stanowią rzadką pozycję w kolekcji każdego numizmatyka.

## Projekt monet
Nie jest znane nazwisko projektanta monet dla Wolnego Miasta Krakowa, ale noszą one wyraźne znamiona podobieństwa do serii monet w walucie złotowej wprowadzonych w 1831 przez rząd powstańczy w Królestwie Polskim (monety te były również przez krótki czas w obiegu na obszarze Wolnego Miasta Krakowa).

Awers złotego krakowskiego i monet zdawkowych jest identyczny; centralnym elementem jest herb Wolnego Miasta Krakowa ozdobiony koroną, nad którą znajduje się półkolisty napis WOLNE MIASTO KRAKOW (a nie Kraków). Również rewers złotego krakowskiego i monet zdawkowych jest identyczny, różni się on jedynie średnicą i nominałem; głównym elementem rewersu jest wieniec złożony z dwóch gałązek dębowych, w którym podany jest nominał oraz data 1835.